# Bernhard Dernburg

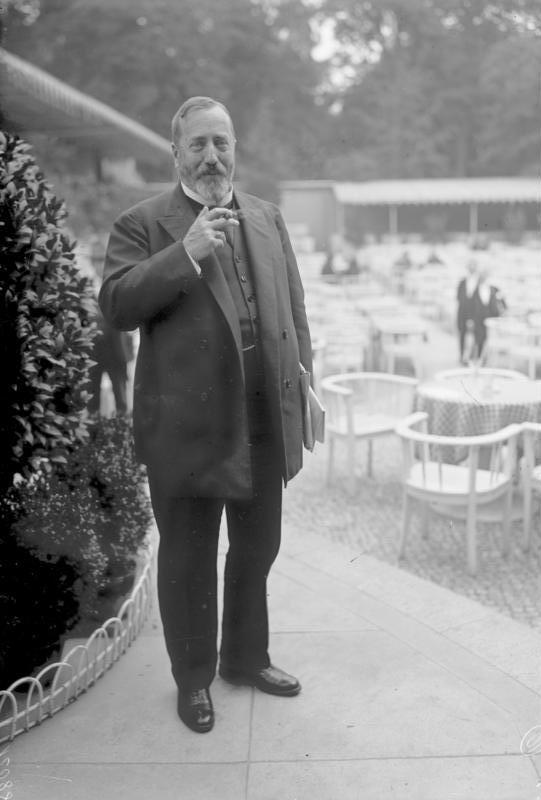
Bernhard Dernburg (Juli 1931)

Bernhard Dernburg (* 17. Juli 1865 in Darmstadt; † 14. Oktober 1937 in Berlin) war ein deutscher Bankier und Politiker. Er war von 1907 bis 1910 erster Staatssekretär des Reichskolonialamtes. Als Vertreter der liberalen DDP war er 1919/20 Mitglied der Weimarer Nationalversammlung und von 1920 bis 1930 des Reichstages. Von April bis Juni 1919 war Dernburg Reichsfinanzminister und Vizekanzler.

## Herkunft und Geschäftskarriere
Dernburg war ein Sohn des Publizisten und nationalliberalen Politikers Friedrich Dernburg (1833–1911), der aus einer jüdischen Gelehrtenfamilie stammte, als Kind zur evangelisch-lutherischen Konfession konvertiert war und 1864 die Pastorentochter Luise Stahl geheiratet hatte. Der Architekt Hermann Dernburg war sein jüngerer Bruder, der Rechtsprofessor Heinrich Dernburg sein Onkel.
Er machte sein Abitur an einem Berliner Gymnasium, machte bei der Berliner Handelsgesellschaft eine Lehre und arbeitete dann mehrere Jahre in einem New Yorker Bankhaus. Zurück in Deutschland war er Sekretär der Deutschen Bank und ab 1889 Direktor der Deutschen Treuhand-Gesellschaft, einer Vorläuferin der heutigen Wirtschaftsprüfungsgesellschaft KPMG. 1901 wechselte er ins Direktorium der „Darmstädter“ Bank für Handel und Industrie.
Er erwarb sich früh einen Ruf als Sanierer von in wirtschaftliche Schwierigkeiten geratenen Unternehmen. Die Berliner Geschäftswelt gab ihm den Beinamen „Sanitätsrat“. So gründete er 1901 zusammen mit Hugo Stinnes aus mehreren unprofitablen Unternehmen die Deutsch-Luxemburgische Bergwerks- und Hütten-AG (DL), die später zu einem der größten deutschen Montankonzerne wurde. Dernburg hatte zahlreiche Aufsichtsratsmandate in der Schwerindustrie inne, so bei der DL und der Phönix AG für Bergbau und Hüttenbetrieb. Dernburg war 1902 auch federführend an der Umwandlung des Kölner Schokoladenunternehmens Gebr. Stollwerck OHG in eine Familien-Aktiengesellschaft (Gebrüder Stollwerck AG) beteiligt. Wegen seiner Erfahrungen, die er in USA mit Vorzugsaktien gesammelt hatte, wurden auch bei Stollwerck diese Aktien eingeführt. Dernburg übernahm mit seiner Darmstädter Bank die Rolle des Konsortialführers bei der Umwandlung und erhielt ein Aufsichtsratmandat bei der Gebr. Stollwerck AG.

## Leiter des Reichskolonialamtes

Bernhard Dernburg (gekennzeichnet durch „B.D.“, Mitte rechts) in Deutsch-Ostafrika (1907)

Dernburg wechselte 1906 in die Politik, zuerst als preußischer Bevollmächtigter beim Bundesrat (bis 1910). Er übernahm am 10. September 1906 die Leitung der Kolonialabteilung des Auswärtigen Amtes und wurde zugleich zum Wirklichen Geheimen Rat mit dem Titel „Exzellenz“ ernannt. Die Kolonialabteilung wurde im Mai 1907 zum Reichskolonialamt erhoben und Dernburg zu dessen Staatssekretär ernannt.
Mit Dernburgs Namen ist ein grundlegender Reformkurs in der deutschen Kolonialpolitik verbunden. Nach den Worten Dernburgs sollte nunmehr mit „Erhaltungsmitteln“ anstelle von „Zerstörungsmitteln“ kolonisiert werden. Nicht mehr alkohol- und waffenhandelnde Kompanien sollten die Kolonialwirtschaft prägen, sondern der Missionar, der Arzt, die Eisenbahn und die Wissenschaft. Der „Eingeborene“ sei der wichtigste „Gegenstand“ der Kolonisation und die manuelle Leistung des „Eingeborenen“ das wichtigste Aktivum. Das Ziel dieser überseeischen Wirtschaftsförderung blieb gleichwohl die größtmögliche Ausschöpfung der dortigen Arbeitskräfte durch die Kolonialisten.
Dernburg betrieb zahlreiche Disziplinarverfahren, zog mächtige und berüchtigte Kolonialbeamte wie Gouverneur Jesko von Puttkamer zur Rechenschaft und entließ für den Neustart ältere Beamte. Als erster hoher Kolonialbeamter dieses Ranges sah er sich die Probleme in den Kolonien auch „vor Ort“ an. Er war 1907 in Deutsch-Ostafrika und reiste 1908 ins britische Südafrika sowie nach Deutsch-Südwestafrika. Als Reaktion auf Kritik an der Privilegierung großer Kapitalgesellschaften trat er 1910 als Staatssekretär zurück. 1913 wurde er zum Mitglied des preußischen Herrenhauses ernannt.
Der 1907 von der Daimler-Motoren-Gesellschaft für die Verwendung in der Kolonie Südwestafrika entwickelte allradangetriebene Dernburg-Wagen wurde nach ihm benannt.

## Politik nach 1918
Nach dem Ersten Weltkrieg beteiligte Dernburg sich an der Gründung der DDP und wurde Mitglied des Reichsvorstandes der DDP. Er war 1919/20 Abgeordneter in der Weimarer Nationalversammlung. Vom 17. April bis 20. Juni 1919 war Dernburg im Kabinett Scheidemann Finanzminister und Vizekanzler des Deutschen Reiches. 1920 bis 1930 gehörte er dem Reichstag als Abgeordneter des brandenburgischen Wahlkreises Potsdam II an.

## Familie

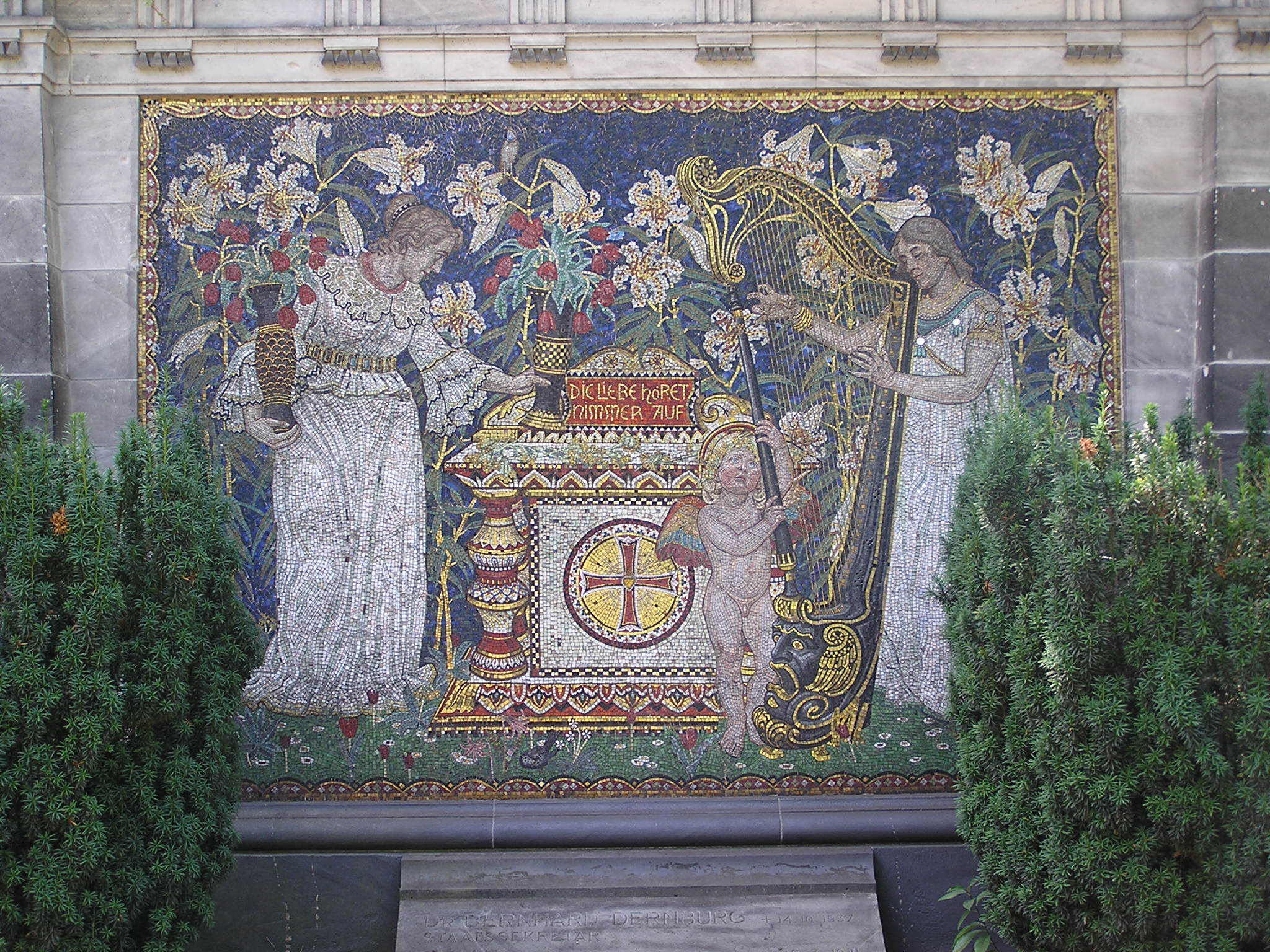
Wandgrabstelle

Bernhard Dernburg heiratete 1891 Emma Seliger (1860–1941), die Tochter eines pommerschen Gutsverwalters. Sie bekamen drei Söhne und vier Töchter, von denen eine den Psychologen August Vetter heiratete. Die Fernsehjournalistin Fides Krause-Brewer war eine Enkelin. Dernburg wurde auf dem Friedhof Grunewald bestattet (Abt. IV Erb. 17). Die Wandgrabstelle wurde nach einem Entwurf seines Schwagers Max Seliger ausgeführt.

## Veröffentlichungen (Auswahl)
- Der Reichstag und die Kolonien. Reichstagsrede, Berlin, 29. November 1906 (online).
- Koloniale Finanzprobleme, Mittler, Berlin 1907 (online)
- Koloniale Lehrjahre, Union Verlag, Stuttgart 1907 (online).
- Südwestafrikanische Eindrücke, Mittler, Berlin 1909.
- Industrielle Fortschritte in den Kolonien, Mittler, Berlin 1909.